# Mount Horne (Grenada)
Mount Horne ist eine Siedlung im Parish Saint Andrew im Osten von Grenada.

## Geographie
Die Siedlung liegt im Inselinnern, zwischen dem Osthang des Mount Saint Catherine (Mount Hope) und dem Mount Horn auf ca. 158 m Höhe. Der Grand Bras River verläuft durch den Ort.
Eine Sehenswürdigkeit ist der Wasserfall Golden Falls.
Im Ort gibt es die St. Andrew Anglican Secondary School. Im Norden schließt sich Paraclete an und nach Osten, zum Tal hin, liegt die Siedlung La Filette.